# Gulworthy
Gulworthy is een civil parish in het bestuurlijke gebied West Devon, in het Engelse graafschap Devon. In 2001 telde het civil parish 488 inwoners.